# Acta Universitatis Lodziensis. Folia Geographica Physica
Acta Universitatis Lodziensis. Folia Geographica Physica (ISSN 1427-9711; eISSN 2353-6063)  – czasopismo naukowe wydawane przez Uniwersytet Łódzki od 1997 roku. Od 2013 r. czasopismo ukazuje się jako rocznik. Zakres tematyczny publikowanych prac obejmuje problematykę różnych dziedzin geografii fizycznej i dyscyplin pokrewnych, w szczególności: geomorfologii, geoekologii, geologii, paleogeografii czwartorzędu, meteorologii i klimatologii, ochrony środowiska oraz zastosowania GIS w badaniach środowiska. Czasopismo publikuje głównie recenzowane artykuły naukowe, prezentujące wyniki oryginalnych badań o charakterze empirycznym, teoretycznym, technicznym lub analitycznym. Od 2019 r. czasopismo wychodzi wyłącznie w wersji elektronicznej. Wszystkie publikacje czasopisma dostępne są online na stronie Wydawnictwa Uniwersytetu Łódzkiego.